# Synodontis rukwaensis
Synodontis rukwaensis és una espècie de peix d'aigua dolça de la família dels mochòkids i de l'ordre dels siluriformes. Poden assolir els 29 cm de llargària total. Viu a Tanzània a l'Àfrica.